# ポルシェ・597
ポルシェ・597「ヤークトヴァーゲン」（Porsche 597、Jagdwagen）は、ジープ、キューベルワーゲン、ランドローバーと同じ用途を目的にポルシェで設計された軍用の小型軍用車両である。

## 概要
597は元々第二次世界大戦後のドイツ連邦軍に採用されることを目指した試作車であったが、価格的な理由でDKW・ムンガが採用されたことで597は量産には至らなかった。
597のエンジンはポルシェ・356から流用してきた空冷の水平対向エンジンで、当時のフォルクスワーゲン車やポルシェ車のように車体後部に搭載されていた。当初は排気量1.5 Lであったが、後に拡大されI-モデルでは1.6Lとなった。このエンジンの出力は約37kW（50hp）であったが、車両重量が990kgしかなかったため最高速度は100km/h近くにまで達した。変速機は、2輪/4輪駆動切り替えシフト付の5速MTであった。2,060mmという短いホイールベースの597は、最大65%の登坂能力を持っていた。
597の試作車のボディはポルシェ自身のシュトゥットガルト車体製造部門で製作されたが、後期型（トーションバー式スタビライザー付）はカルマンで生産された。ドアの付かないシル部の高いモノコック・ボディは、乗降するためには高いシルを乗り越えなければならなかったが、このボディ設計は浮航性と水陸両用性を持たせることを意図していた。後期型のボディはドアとより勾配の強い前部フェンダーとボンネットを備えていた。
ポルシェ・597「ヤークトヴァーゲン」は、ゴリアテ・31（Goliath Type 31 ）とともに量産されることはなかった。597の場合、その理由は製造コストが高過ぎたことと提示された期間内に要求された台数を供給することがポルシェにとり困難なためであった。それに引き換え比較的単純な構造、低い製造コストとアウトウニオンの生産能力が陸軍の要求に合致したことからDKW・ムンガが選定された。
合計71台のポルシェ・597が1955年から1958年の間に製造され、そのうち49台（車体番号：597-000101から）は民間市場向けに販売された。この車の開発コストは、およそ1,800万マルクに達した。1959年8月にポルシェは、強化したシャーシの597のプラットフォームを基にホイールベースを2,400mmに延長して5種類のボディを搭載できるように改良型を量産する望みを持っていたが、最終的に計画はキャンセルされ新型車は日の目を見なかった。